# Chrysopa facialis
Chrysopa facialis är en insektsart som beskrevs av Navás 1927. Chrysopa facialis ingår i släktet Chrysopa och familjen guldögonsländor. Inga underarter finns listade i Catalogue of Life.